# Geoffrey Pares
Geoffrey Pares, detto Geoff (...), è un ex tennista australiano.

## Biografia
È stato attivo nei primi anni 1960 partecipando a sei edizioni degli Australian Championships mentre ha affrontato in due occasioni il tour in Europa giocando sia Wimbledon che il Roland Garros, nello Slam di casa vanta un terzo turno nell'edizione 1962 in cui impegnò duramente il leggendario Rod Laver venendo sconfitto soltanto per 10–8, 18–16, 7–9, 7–5.
Sempre in Australia l'anno successivo ha raggiunto la semifinale del doppio maschile insieme al connazionale Bill Bowrey mentre ha giocato gli ottavi di finale a Wimbledon 1962 in coppia con la statunitense Judy Alvarez.